# Махнешан
Махнеша́н (перс. ماه‌نشان‎, азерб. Mahnişan) — небольшой город на северо-западе Ирана, в провинции  Зенджан. Административный центр шахрестана Махнешан. На 2006 год население составляло 4 495 человек.

## География
Город находится в западной части Зенджана, в горной местности, в левобережной части долины реки Рудханейе-Кызылузен. Абсолютная высота — 1 284 метра над уровнем моря.
Махнешан расположен на расстоянии приблизительно 70 километров к западу от Зенджана, административного центра остана и на расстоянии 340 километров к западу-северо-западу (WNW) от Тегерана, столицы страны. Ближайший аэропорт находится в городе Зенджан.